# Konventionen om samråd på trepartsbasis för att främja ILO:s normer
Konventionen om samråd på trepartsbasis för att främja ILO:s normer (ILO:s konvention nr 144 angående samråd på trepartsbasis för att främja ILO:s normer, Convention concerning Tripartite Consultations to Promote the Implementation of International Labour Standards) är en konvention som antogs av Internationella arbetsorganisationen (ILO) den 21 juni 1976 i Genève. Konventionen består av 14 artiklar.

## Ratificering
Konventionen har ratificerats av 137 länder.